# Cantón de Saint-Malo-de-la-Lande
El cantón de Saint-Malo-de-la-Lande era una división administrativa francesa, que estaba situada en el departamento de Mancha y la región de Baja Normandía.

## Composición
El cantón estaba formado por trece comunas:
- Agon-Coutainville
- Ancteville
- Blainville-sur-Mer
- Boisroger
- Brainville
- Gouville-sur-Mer
- Gratot
- Heugueville-sur-Sienne
- La Vendelée
- Montsurvent
- Saint-Malo-de-la-Lande
- Servigny
- Tourville-sur-Sienne

## Supresión del cantón de Saint-Malo-de-la-Lande
En aplicación del Decreto n.º 2014-246 de 25 de febrero de 2014, el cantón de Saint-Malo-de-la-Lande fue suprimido el 22 de marzo de 2015 y sus 13 comunas pasaron a formar parte; siete del nuevo cantón de Coutances y seis del nuevo cantón de Agon-Coutainville.